# Murist
Murist é uma comuna da Suíça, localizada no Cantão de Friburgo, com 566 habitantes, de acordo com o censo de 2010 . Estende-se por uma área de 8,2 km², de densidade populacional de 69 hab/km². Confina com as seguintes comunas: Bollion, Châbles, Chavannes-le-Chêne (VD), Cheyres, Les Montets, Nuvilly, Seiry e Treytorrens (Payerne) (VD).
A língua oficial nesta comuna é o francês.

## Idiomas
De acordo com o censo de 2000, a maioria da população fala francês (91,9%), sendo o alemão a segunda língua mais comum, com 7,2%, e o italiano a terceira, com 0,7%.